# Ambrož Kvartič
Ambrož Kvartič, slovenski etnolog, folklorist, radijski in televizijski napovedovalec, novinar, scenarist, mladinski pisatelj in glasbenik, * 11. julij 1985, Slovenj Gradec

## Študij
Leta 2009 je diplomiral na Oddelku za etnologijo in kulturno antropologijo Filozofske fakultete Univerze v Ljubljani in za diplomsko delo prejel študentsko Prešernovo nagrado. 
Med leti 2009 in 2014 je bil na oddelku zaposlen kot asistent mladi raziskovalec in se strokovno izpopolnjeval v tujini. Leta 2014 je pridobil znanstveni naziv doktor znanosti z disertacijo Sodobne povedke v Sloveniji.

## Radio, film in televizija
V letih 2014–2016 je bil moderator na Radiu Velenje. Od leta 2015 dela na RTV Slovenija kot radijski in televizijski napovedovalec, scenarist izobraževalnih, dokumentarnih in razvedrilnih oddaj na radiu in televiziji ter sestavljavec vprašanj za televizijske kvize. 
Na Radiu Slovenija ustvarja dokumentarne in izobraževalne oddaje Sledi časa, Nedeljska reportaža, Razkošje v glavi, Ars humana, Frekvenca X in druge. Na televiziji Slovenija je vsebinski sodelavec kviza Male sive celice ter bralec besedil za napovednike in dokumentarne filme. Bil je scenarist podelitve ježkove nagrade leta 2016.  
Za sabo ima več govornih in pevskih vlog v animiranih filmih in serijah.  

## Pisanje
Redno objavlja znanstvene in strokovne članke s področja etnologije in sodobne pripovedne folklore. Leta 2017 je izšla njegova znanstvena monografija Pa se je to res zgodilo? Sodobne povedke v Sloveniji. Leta 2023 je izšla njegova strokovna pregledna monografija Od imena do spomina: Šege in navade življenjskega kroga na Slovenskem, ki je bila istega leta nominirana za knjigo leta na Slovenskem knjižnem sejmu. 
Od leta 2015 redno objavlja besedila za otroke v otroških revijah Ciciban in Cicido ter v knjižnih izdajah. Leta 2022 je napisal dramsko besedilo in libreto za izvirni slovenski muzikal Povodni mož.

## Glasba
Je ustanovni član ljubljanske a capella skupine Pushluschtae. Bil je član igralskega ansambla slovenskih muzikalov Cvetje v jeseni in Veronika Deseniška.

## Nagrade in priznanja
- 2019: priznanje Ane Mlakar za mladega napovedovalca (del podelitve kristalnega mikrofona Društva slovenskih radijskih in televizijskih napovedovalcev)